# Яструб китайський
Яструб китайський (Accipiter soloensis) — хижий птах роду яструбів родини яструбових ряду яструбоподібних.

## Опис
Довжина птаха від 20 до 26 см, розмах крил 52–62 см. Виду притаманний статевий диморфізм: самки важать 125–204 г, тоді як самці 106–140 г. У самця верхня половина тіла сіра, нижня біла, очі червоні. У самки руді груди й жовті очі. Кінчики крил чорні. У молодих птахів нижня частина голови сіра, живіт коричневий, очі жовті, верхня половина тіла пістрява, стегна поцятковані смужками. У молодих птахів чорні кінчики крил не так помітні, як в дорослих.

## Поширення
Китайський яструб мешкає на сході Китаю, його ареал на заході досягає провінції Сичуань, а на півдні досягає Гуансі, Гуандуна і Тайваню. На півночі ареал досягає Маньчжурії й Кореї, іноді Приморського краю Росії.
Це мігруючий птах. Зимує в Індонезії і на Філіппінах.

## Раціон
Харчується здебільшого жабами, може полювати на ящірок. Під час зимування активно харчується цикадами.

## Збереження
Це численний і поширений птах, популяцію якого оцінюють у 10 000–100 000 птахів. МСОП вважає його таким видом, що не потребує особливого збереження. 